# Parafia św. Karola Boromeusza w Lubaczowie
Parafia Świętego Karola Boromeusza w Lubaczowie – parafia rzymskokatolicka należąca do dekanatu Lubaczów diecezji zamojsko-lubaczowskiej. 

## Historia
W 1979 roku została erygowana parafia pw. św. Mikołaja z wydzielonego terenu parafii św. Stanisława Biskupa, której kościołem parafialnym była dawna cerkiew. W czerwcu 1991 roku Lubaczów odwiedził papież Jan Paweł II, a po jego wizycie postanowiono wybudować pamiątkowy kościół. 4 listopada 1997 roku dokonano korekty granic parafii i patronem parafii został św. Karol Boromeusz. W latach 1995–1998 zbudowano nowy kościół jako votum dziękczynne za wizytę papieża Jana Pawła II w Lubaczowie. 2 czerwca 1999 roku kościół został poświęcony i konsekrowany przez biskupa Mariusza Leszczyńskiego.
Przy budowie kościoła wykorzystano projekt kościoła z parafii pw. św. Józefa Sebastiana Pelczara w Przeworsku-Gorliczynie.

## Proboszczowie
- 1979–1986 ks. Stanisław Skorodecki
- 1986–1989 ks. Jan Bojarski
- 1989–1992 ks. Stanisław Bachor
- 1992–1994 ks. Wiesław Banaś
- 1994–2008 ks. Zbigniew Kociołek
- 2008–2011 ks. Jerzy Tworek
- 2011–2015 ks. Czesław Gołdyn
- od 2015 ks. Roman Karpowicz

## Zasięg parafii
- Lubaczów – ulice: Abpa Baziaka, Armii Krajowej, Batalionów Chłopskich, Bohaterów Września, Bolesława Chrobrego, Bolesława Krzywoustego, Budowlanych, Chopina, Gen. Roweckiego, Gen. Sikorskiego, Kasztanowa, Kolejowa, Kombatantów, Konopnickiej, Korzeniowskiej, Leśna, Mickiewicza (od nr 47 i 56 do końca), Nowa, Nowickiego, Okrężna, Osiedle Jagiellonów (bez nr 5, 5A i 9), Kraszewskiego, Osiedle Mickiewicza, Osiedle Unii Lubelskiej, Piaski, Piaskowa, Prof. Witwickiego, Przemysłowa, Pszennego, Rolna, Szpitalna, Unii Lubelskiej (od ul. Konopnickiej do końca), Westerplatte, Witosa, Władysława Łokietka, Wodna, Wojska, Polskiego, Zielona.
- Antoniki
- Bałaje
- Mokrzyca